# تپه قلعه شیزاد
تپه قلعه شیزاد مربوط به دوران پیش از تاریخ ایران باستان - دوران‌های تاریخی پس از اسلام است و در شهرستان نهاوند، بخش خزل، روستای ده موسی واقع شده و این اثر در تاریخ ۲۴ اسفند ۱۳۸۳ با شمارهٔ ثبت ۱۱۴۳۱ به‌عنوان یکی از آثار ملی ایران به ثبت رسیده است.